# Quận Surry, Virginia
Quận Surry là một quận thuộc tiểu bang Virginia, Hoa Kỳ.
Quận này được đặt tên theo. Theo điều tra dân số của Cục điều tra dân số Hoa Kỳ năm 2000, quận có dân số 6829 người. Quận lỵ đóng ở Surry6. Quận được lập năm 1662 từ một phần phía nam quận James City sông James.

## Địa lý
Theo Cục điều tra dân số Hoa Kỳ, quận có diện tích 780 km2, trong đó có 80 km2 là diện tích mặt nước.